# Diocesi di Teglata di Proconsolare
La diocesi di Teglata di Proconsolare (in latino Dioecesis Teglatensis in Proconsulari) è una sede soppressa e sede titolare della Chiesa cattolica.

## Storia
Teglata di Proconsolare, identificabile con Henchir-Kahloulta nell'odierna Tunisia, è un'antica sede episcopale della provincia romana dell'Africa Proconsolare, suffraganea dell'arcidiocesi di Cartagine.
Di questa sede è noto un solo vescovo, il donatista Donato, che intervenne alla conferenza di Cartagine del 411, che vide riuniti assieme i vescovi cattolici e donatisti dell'Africa romana; in quell'occasione la sede non aveva vescovi cattolici.
Dal 1933 Teglata di Proconsolare è annoverata tra le sedi vescovili titolari della Chiesa cattolica; la sede è vacante dal 14 marzo 2022.

## Cronotassi

### Vescovi
- Donato † (menzionato nel 411) (vescovo donatista)

### Vescovi titolari
- José Ramiro Pellecer Samayoa † (28 novembre 1967 - 14 marzo 2022 deceduto)